# جنی فیش
جنی فیش (انگلیسی: Jenny Fish؛ زادهٔ may ۱۷, ۱۹۴۹ (۷۶ سال)) ورزشکار اسکیت سرعت اهل ایالات متحده آمریکا است.
وی در مسابقات کشوری و بین‌المللی در مجموع برندهٔ ۱ مدال نقره شده‌است.